# Podisma kanoi
Podisma kanoi är en insektsart som beskrevs av Sergey Storozhenko 1994. Podisma kanoi ingår i släktet Podisma och familjen gräshoppor. Inga underarter finns listade i Catalogue of Life.